# Recke (Familienname)
Recke ist ein deutscher Familienname.

## Namensträger
- Adalbert von der Recke (* 1930), deutscher Generalmajor
- Adalbert von der Recke-Volmerstein (1791–1878), deutscher Sozialreformer
- Adolf Karl Ferdinand von der Recke (1845–1927), deutscher Landrat
- Adrian von der Recke (vor 1448–nach 1490), Domherr in Münster
- Anna Maria Theresia von der Recke (1710–1765), deutsche Montanunternehmerin
- Anna Maria Theresia von der Recke zu Steinfurt († 1780), Äbtissin im Stift Nottuln
- Christian von der Recke  (* 1960), deutscher Galopptrainer
- Dietrich Adolf von der Recke (1601–1661), Fürstbischof von Paderborn
- Eberhard von der Recke (Politiker) (1744–1816), deutscher Jurist und Politiker
- Eberhard von der Recke (Kammerherr) (1847–1920), deutscher Landrat und Regierungspräsident
- Eberhard von der Recke von der Horst (1847–1911), deutscher Verwaltungsjurist und Politiker
- Elisa von der Recke (1754–1833), deutschbaltische Schriftstellerin
- Ernst von der Recke (Dichter) (1848–1933), dänischer Dichter
- Ernst von der Recke (Verwaltungsbeamter) (1858–1939), deutscher Verwaltungsbeamter
- Franz von der Recke (1854–1923), deutscher Politiker
- Franz Arnold von der Recke zu Steinfurt (1713–1762), Landdrost im Hochstift Münster
- Friedrich Wilhelm von der Recke von Volmerstein (1817–1891), deutscher Rittergutsbesitzer und Abgeordneter
- Gertrud Recke (1920–???), deutsche Kostümbildnerin
- Gottfried von der Recke, Domherr in Münster
- Gotthard von der Recke von Volmerstein (1785–1857), deutscher Verwaltungsbeamter und Landrat
- Hermann von der Recke (1647–1702), Amtsdroste in Werne
- Jobst von der Recke († 1567), Bischof von Dorpat (1544–1551)
- Jobst von der Recke (Domherr) († 1625), Domherr in Münster
- Johann von der Recke (um 1480–1551), deutschbaltischer Landmeister
- Johann von der Recke zu Reck († 1647), deutscher Jurist
- Johann Adolf von der Recke zu Heessen (1710–1745), fürstbischöflicher Kämmerer und Münsterscher Ritter
- Johann Dietrich von der Recke († 1688), Amtsdroste im Amt Werne und Deputierter der Landespfennigkammer
- Johann Friedrich von Recke (1764–1846), deutschbaltischer Altertumsforscher und Sammler
- Johann Friedrich Christian von der Recke zu Steinfurt (1701–1726), Domherr in Paderborn und Amtsdroste im Amt Werne
- Johann Matthias von der Recke zu Steinfurt (1672–1739), Landdrost im Hochstift Münster
- Johann Richard von der Recke, Domherr in Münster
- Karl von der Recke (Oberst), preußischer Oberst
- Karl von der Recke (Politiker) (1794–1873), deutscher Rittergutsbesitzer und Politiker
- Kristin Recke (* 1978), deutsche Journalistin und Moderatorin
- Leopold von der Recke-Volmerstein (1835–1925), deutscher Gutsherr und Politiker
- Mathilde von der Recke-Volmerstein (1801–1867), deutsche Pionierin der Erweckungsdiakonie
- Matthias Recke (* 1968), deutscher Klassischer Archäologe
- Matthias von der Recke (1565–1638), Landhofmeister des Herzogtums Kurland und Semgallen
- Matthias von der Recke zu Neuenburg († 1580), Komtur zu Doblen
- Matthias Friedrich von der Recke (1644–1701), Domdechant in Münster
- Neveling von der Recke († 1591), Landkomtur der Deutschordensballei Westfalen
- Ortrud von der Recke (1916–2000), deutsche Adlige und Schauspielerin
- Otto Karl Louis Recke (1844–1922), deutscher Theologe und Heimatforscher
- Philipp von der Recke von Volmerstein († 1840), preußischer Adliger und Abgeordneter
- Theodor Jobst von der Recke zu Kurl (1641–1716), Domherr in Münster, Paderborn und Hildesheim
- Vitus Recke (1887–1959), deutscher Zisterzienser, Abt von Himmerod
- Walther Recke (Walter Recke; 1887–1962), deutscher Archivar und Historiker
- Wessel von der Recke († 1384), Benediktinerabt
- Wilhelm Christian von der Recke (1741–1819), deutscher Generalmajor